# Герб Золочівського району (Львівська область)
Герб Зо́лочівського райо́ну — офіційний символ Золочівського району Львівської області, затверджений на VIII сесії Золочівської районної ради від 29 липня 2021 року «Про затвердження герба та прапора Золочівського району Львівської області.».

## Опис та символіка
Герб має вигляд геральдичного щита, напівскошеного обабіч і напіврозтятого, із відділеною хвилястою основою. У верхньому золотому полі виходить чорний хрест з Підлисся, у правому синьому полі — срібна лілея, у лівому зеленому — стоїть підібравши одну лапу срібний лелека з чорним оперенням та червоними дзьобом та лапами, у срібній основі дві сині хвилясті балки.
Великий герб Золочівського району увінчує золотий районний вінець із дубових і липових листків. Щит обабіч підтримують двоє золотих левів із червоними язиками та пазурами, які стоять на синій стрічці із золотим написом «ЗОЛОЧІВСЬКИЙ РАЙОН».
Чорний хрест символізує знак народної пам'яті про видатного просвітника та поета Маркіяна Шашкевича, встановлений на Підлиській Білій горі на честь 100-річчя від дня його народження, срібна лілея — порядність, благородство і чистоту, срібний лелека — вірність, щастя, добробут та є живим символом України, дві сині хвилясті балки — вододіл між басейнами Чорного й Балтійського морів, розташованого на теренах району, витоків річок Західного Бугу, Стира та Золотої Липи. Золоте поле символізує сонце та сновне заняття мешканців району — вирощування зернових; синє — водні ресурси Золочівщини, якими багатий край, зокрема запаси питної води; зелене — лісові багатства краю і його мальовничу природу. Два золоті (жовті) леви символізують приналежність краю до Галицько-Волинської держави, відображають волелюбність мешканців краю, їх готовність до боротьби за свою державу. Районий вінець вказує, що герб належить адміністративному району

## Попередні герби
Попередній герб, що використовувався з 2007 по 2021 роки, являв собою геральдичний щит, заокруглений знизу, дводільний, поділений по діагоналі зліва направо, у правому, золотому (жовтому) полі якого зображено чорний хрест, встановлений на Підлиській Білій горі на честь 100-річчя від дня народження Маркіяна Шашкевича. У лівому, зеленому полі зображено срібну (білу) наріжну вежечку Золочівського замку — символ усіх городищ, замків, міських фортифікацій і оборонних монастирів регіону, які оберігали мешканців краю від чужинських нападів. Золоте поле символізує основне заняття мешканців району — вирощування зернових. Зелене — лісові багатства краю і його мальовничу природу. Поля розділяє хвиляста синя лінія — символ вододілу між басейнами Чорного й Балтійського морів, розташованого на теренах району, витоків річок Західного Бугу та Золотої Липи, а також багатих водних ресурсів Золочівщини.
Щит обрамлений фігурним картушем і увінчаний короною з дубових листків (символ бойової слави) і листків липи. Обабіч щита щитотримачі — два золоті (жовті) леви з червоним озброєнням (кігтями і язиком), які стоять на задніх лапах, передніми спираючись на щит. Вони символізують приналежність краю до Галицько-Волинської держави, відображають волелюбність мешканців краю, їх готовність до боротьби за свою державу. Під щитом синя девізна стрічка з золотим (жовтим) написом «Золочівський район».

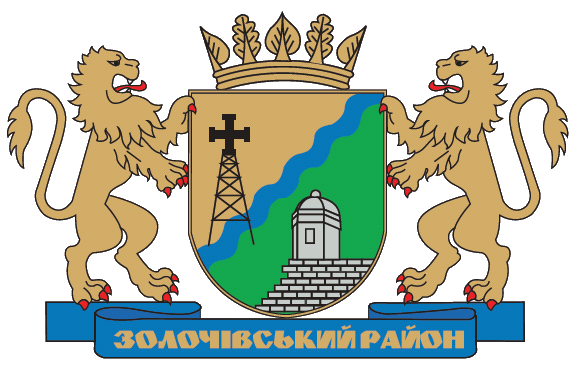
Герб Золочівського району до 2021р.